# Parc national de Boumba Bek
Le parc national de Boumba Bek est l'un des parcs nationaux du Cameroun. Il est situé au sud-est du pays, à proximité de la frontière avec le Congo, dans la région de l'Est et le département du Boumba-et-Ngoko.

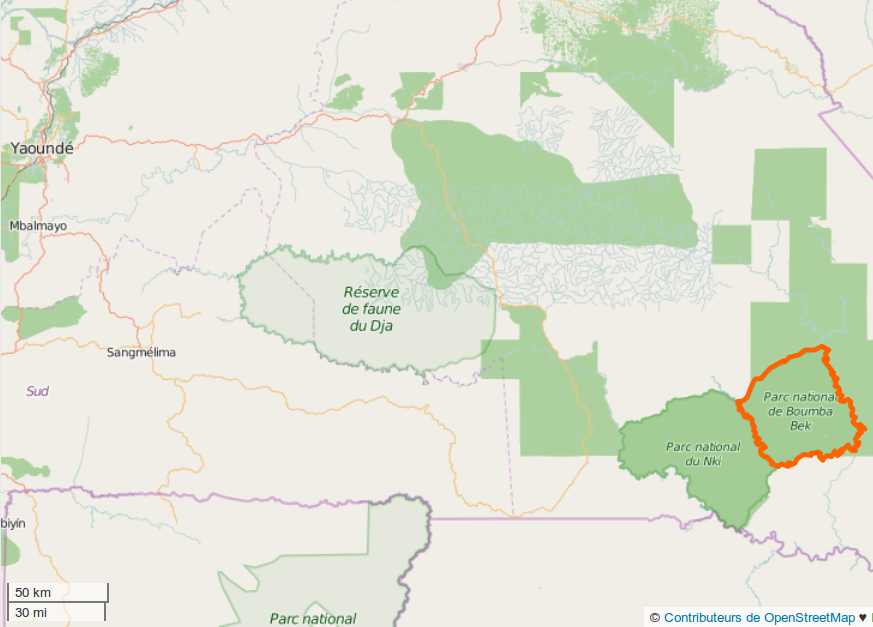

Le 18 avril 2006 un dossier de candidature à l'inscription sur la liste du patrimoine mondial a été soumis à l'UNESCO au titre du Complexe des parcs nationaux de Boumba Bek et de Nki.

## Description
Il forme avec le parc national de Nki deux parcs nationaux contigus qui forment l'aire protégée la plus vaste du Cameroun.
De superficie 238.255 ha. Le climat est du type équatorial avec alternance de 4 saisons (2 saisons de pluies et 2 saisons sèches). La pluviométrie est de 1.500 mm/an. Les moyennes mensuelles de températures varient de 23,1 °C à 25 °C, avec une moyenne annuelle de 24 °C. 
L’humidité relative de l’air varie de 60 à 90 %. 
Le relief est accidenté avec par endroits des collines et l’altitude d’ensemble varie entre 400 et 700 m. Ce relief oriente les eaux des principaux cours d’eau vers le sud pour rejoindre les rivières Dja et Ngoko, affluents du Congo. 
Le parc possède un mélange de forêt sempervirente, semi-décidue et mixte. Entre ces trois grands écosystèmes sont disséminées différents types de savanes, prairies et forêts. Près de 14 types de formations végétales sont recensées avec près de 831 espèces de plantes à diamètre à hauteur de poitrine supérieure à 10 cm. 
La biodiversité est grande avec la présence de 34 espèces de grands mammifères. On estime à 180 le nombre de mammifères.
D'importantes colonies de perroquets à queue rouge et oiseaux sont présentes et près de 121 espèces de poissons dont des espèces nouvelles à la science.